# Oleg Valjalo
Oleg Valjalo (ur. 19 listopada 1970 w Dubrowniku) – chorwacki ekonomista, urzędnik państwowy i polityk, wiceminister turystyki, eurodeputowany.

## Życiorys
Ukończył studia na wydziale turystyki i handlu zagranicznego Uniwersytetu w Dubrowniku. Pracował w branży bankowej i hotelowej. W latach 2010–2011 był radnym Dubrownika, w 2011 objął stanowisko wiceministra turystyki.
W pierwszych w historii Chorwacji wyborach do Parlamentu Europejskiego w 2013 uzyskał mandat eurodeputowanego, który wykonywał do 2014.